# スワンソン (駆逐艦)
|          |                                                                               |
| 艦歴     |                                                                               |
| 発注     |                                                                               |
| 起工     | 1939年11月15日                                                                |
| 進水     | 1940年11月2日                                                                 |
| 就役     | 1941年5月29日                                                                 |
| 退役     | 1945年12月10日                                                                |
| 除籍     | 1971年3月1日                                                                  |
| その後   | 1972年6月29日スクラップ処分                                                   |
| 性能諸元 |                                                                               |
| 排水量   | 1,630トン                                                                     |
| 全長     | 348 ft 3 in (106.17 m)                                                        |
| 全幅     | 36 ft 1 in (11.00 m)                                                          |
| 吃水     | 17 ft 6 in (5.33 m)                                                           |
| 機関     | 4缶、2軸推進、50,000 shp (37 MW)                                              |
| 最大速   | 35ノット (65 km/h)                                                            |
| 航続距離 | 6,500海里 (12,000 km) 12ノット(22.2km/h)時                                    |
| 乗員     | 216名                                                                         |
| 兵装     | 5インチ砲4門 12.7mm機銃6基 20mm対空機銃6基 21インチ魚雷発射管10門 爆雷軌条2基 |

スワンソン (USS Swanson, DD-443) は、アメリカ海軍の駆逐艦。グリーブス級駆逐艦の1隻。艦名は海軍長官を務めたクロード・スワンソンに因む。
トーチ作戦、ハスキー作戦、太平洋戦争において9つの護送船団の護衛に就き、8つの従軍星章を受章した。

## 艦歴
スワンソンは1939年11月15日にチャールストン海軍工廠で起工され、1940年11月2日に進水、1941年5月29日に就役した。
試運転を行った後、ニューイングランド、バミューダ諸島およびアイスランド間を航行する輸送船団の護衛任務に就いた。
1941年後半には戦艦ワシントン、ノースカロライナおよび航空母艦ホーネットの試運転に随伴した。1941年12月7日の真珠湾攻撃後、スワンソンに課せられた船団護衛任務はその範囲を広げ、スコットランドには3度、ノバスコシア州とグリーンランドへも1度護衛として航行した。

### トーチ作戦
チェサピーク湾にて陸海共同訓練に参加した後、1942年10月にヴィシー政権下の北アフリカへの侵攻作戦に向かう艦隊に合流。1942年11月8日早朝、スワンソンは上陸用舟艇をフェダラの浜辺に誘導した。夜明けに沖合へ移動を開始するとフランスの沿岸砲が砲撃を開始したため、その後2時間にわたりスワンソンは輸送船を護衛するために応戦した。
午前8時過ぎ、フランスの駆逐艦7隻が輸送船を攻撃するためカサブランカから出撃し、ラドロー、ウィルクスおよびスワンソンに砲火を浴びせた。ラドローは被弾し撤退、スワンソンとウィルクスは巡洋艦オーガスタおよびブルックリンと合流し迎撃にあたった。
戦艦マサチューセッツが迎撃に加わると、オーガスタとブルックリンは上陸支援へ戻り、スワンソンは3隻のフランス駆逐艦と交戦した後、輸送船団の護衛に戻った。
上陸作戦中、ドイツのUボートは確認されていなかった。しかし1942年11月11日にU-130およびU-173が輸送船団へ雷撃を行い、駆逐艦1隻とタンカー1隻に損害を与えた。11月16日駆逐艦ウールゼイがソナーで接敵したため爆雷で攻撃を行い、スワンソンとクイックはこれを支援した。その際、接敵は難破船と判断されたが、その後の情報により接敵艦はU-173であり、撃沈したことが判明した。

### ハスキー作戦
トーチ作戦の後、スワンソンは大西洋の護送船団に戻った。1943年7月にシチリア侵攻軍に加わり、ロウとともにシチリア島リカータ上陸作戦の火力支援を命じられた。上陸作戦前夜の7月10日、哨戒中にロウと衝突しボイラー室へ浸水、マルタへ撤退し応急修理を行った後ブルックリン海軍工廠に入った。

### 参加した護送船団
| 船団   | 護衛艦隊     | 日付                     | 備考                                                     |
| ------ | ------------ | ------------------------ | -------------------------------------------------------- |
| HX 158 |              | 1941年11月5日 - 13日     | ニューファンドランドからアイスランドへ、米国の宣戦布告前 |
| ON 37  |              | 1941年11月22日 - 30日    | アイスランドからニューファンドランドへ、米国の宣戦布告前 |
| HX 165 |              | 1941年12月17日 - 24日    | ニューファンドランドからアイスランドへ                   |
| ON 51  |              | 1942年1月2日 - 11日      | アイスランドからニューファンドランドへ                   |
| HX 172 |              | 1942年1月28日 - 2月4日   | ニューファンドランドからアイスランドへ                   |
| ON 65  |              | 1942年2月12日 - 19日     | アイスランドからニューファンドランドへ                   |
| AT 17  |              | 1942年7月1日 - 12日      | ニューヨークからクライド湾までの兵員輸送船               |
| ON 115 |              | 1942年7月24日 - 8月8日   | 北アイルランドからボストンへ                             |
| UGF 1  | 第34任務部隊 | 1942年10月24日 - 11月8日 | チェサピーク湾からモロッコへ                             |

### 太平洋
修理が完了すると、スワンソンは大西洋での護衛任務を再開し、1944年1月7日にニューギニア沖の第7艦隊に加わった。3月3日から7日にかけて、ゼーアドラー湾への上陸作戦において火力支援を行った。その後、4月22日のホーランジアの戦いでは米陸軍と海軍の司令官が乗艦し、指揮艦として行動した。7月2日のヌンホル島攻撃では支援砲撃を行い、7月30日にはサウサポール上陸作戦の指揮艦を務めた。
1944年8月19日、スワンソンはニューギニアを離れ、第38任務部隊に合流。小笠原群島、ウルシー環礁、パラオ、沖縄、台湾への空爆および10月20日のレイテ島の戦いにおける空母の航空支援において、フランクリン、エンタープライズおよびサン・ジャシントの護衛哨戒を行った。

### 航空救難任務
10月26日、スワンソンは空母の艦隊から離れ、サイパン島を拠点とする護衛哨戒部隊に配備された。1944年の暮れから1945年初頭にかけて、硫黄島とサイパン島の間で航空海上救助および哨戒任務に従事し、指揮艦として機能した。1945年4月、オーバーホールのためピュージェット・サウンド海軍造船所に入り、カリフォルニア州サンディエゴで再訓練を行った後、硫黄島周辺での哨戒と護衛任務を再開した。

### 退役
1945年9月9日、スワンソンは帰国の途に着き、1945年12月10日に退役。サウスカロライナ州チャールストンで予備役となった。1971年3月1日に除籍、1972年にスクラップ処分となった。

## 受章
スワンソンは第二次世界大戦の功績により8つの従軍星章を受章した。